# Qüestació al carrer
La qüestació al carrer  és una manera de sol·licitar donacions en nom d'una organització benèfica Els captadors de fons poden ser voluntaris no remunerats com és costum a Espanya, o com passa als països anglosaxons poden ser empleats pagats per l'organització benèfica (i de vegades fins i tot poden ser autònoms). A Espanya, el Dia mundial contra el càncer s'usa també de manera particularment eficaç implicant els joves o fins i tot els nens a demanar diners usant petites guardioles de llauna i posant una bandereta als donants.
La "qüestació al carrer" a part de destacar la importància de les campanyes organitzades més grans i ja conegudes com la Campanya de lluita contra el cáncer, també serveix per donar a conèixer obres de caritat poc conegudes que s'inicien, compartint amb la gent tota la informació important que desconeixen.

## Captadors de fons voluntaris

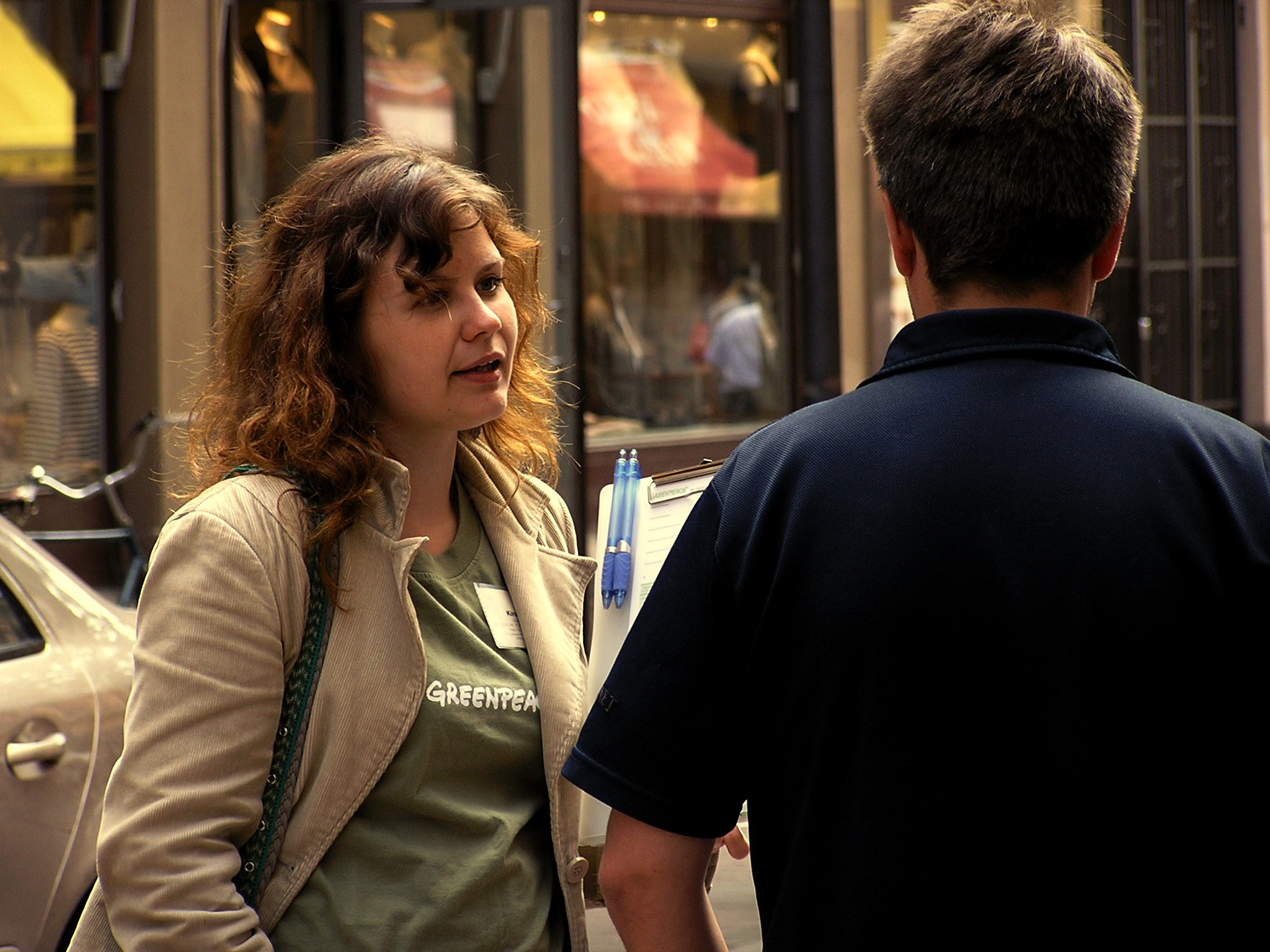
Captador de fons parlant cara a cara amb un transeünt a Hèlsinki

Els captadors de fons poden ser emprats directament per l'organització benèfica, com a part d'un equip 'in-house'. Les organitzacions benèfiques sempre han confiat en les persones per ajudar a recaptar diners. Aquestes persones utilitzen molts mètodes, com ara la recollida de diners en efectiu en petits pots de llauna, captant diners dels assistents a esdeveniments patrocinats per l'organització, o fins i tot visitant a les persones a casa seva per demanar-los una donació.
Els voluntaris poden contribuir com una acció única només unes hores o treballar regularment per a una obra de caritat durant molts anys. Hi ha alguns grans exemples de persones que dediquen enormes sumes de diners a la seva caritat preferida, en el seu temps lliure. No obstant això, per a les principals organitzacions de caritat i degut a la seva pròpia naturalesa,és una forma poc fiable d'obtenir fons. Si les organitzacion benèfiques estiguessin obligades a comptar només amb les donacions espontànies, moltes haurien de reduir les seves operacions considerablement, i algunes ni tan sols podrien funcionar.